# Cormac Breslin
Cormac Breslin (irisch Cormac Ua Breisleáin, * 25. April 1902; † 23. Januar 1978) war ein irischer Politiker der Fianna Fáil sowie langjähriger Vorsitzender (Ceann Comhairle) des Dáil Éireann, des Unterhauses des irischen Parlaments.

## Biografie
Breslin, der ursprünglich Kaufmann und Handelsvertreter war, begann seine politische Laufbahn, als er 1937 als Kandidat der Fianna Fáil erstmals zum Abgeordneten im Dáil Éireann gewählt wurde. Dort vertrat er 40 Jahre lang bis 1977 die Interessen von Wahlkreisen im County Donegal und zwar zunächst von Donegal West, dann von 1961 an von Donegal South-West und schließlich ab 1969 von Donegal-Leitrim. Zwischen 1951 und 1954 bekleidete er das Amt des Leas-Cheann Comhairle, war also Stellvertretender Vorsitzender des Dáil Éireann.
Nach dem Rücktritt von Parlamentspräsident Patrick Hogan wurde er dann am 14. Juli 1967 zu dessen Nachfolger als Vorsitzender (Ceann Comhairle) des Dáil Éireann gewählt. Breslin, der dieses Amt bis zum 14. März 1973 innehatte und dann von Seán Treacy abgelöst wurde, verzichtete 1977 auf eine erneute Kandidatur für das Dáil Éireann.